# Melisa Michaels
Melisa Michaels (n. 1 mai 1946 – d. 30 august 2019) a fost o scriitoare americană de literatură științifico-fantastică și de ficțiune de mister.  Romanul său Skirmish a fost nominalizat la Premiul Locus pentru cel mai bun roman - debut în 1986. Ca membru activ al Science Fiction and Fantasy Writers of America (SFWA), ea a fost în juriul premiilor Nebula de trei ori, în 1996, 1997 și 2002. În 2008, a primit un premiu SFWA Service.

## Lucrări scrise
Aceasta este o listă de lucrări scrise ale Melisei Michaels împreună cu anul apariției, ISBN și numele editurii.

### SeriaSkyrider
- Skirmish (1985) ISBN: 0-8125-4566-4 Tor Books
- First Battle (1985) ISBN: 0-8125-4568-0 Tom Doherty Assoc
- Last War (1986)ISBN: 0812545702 Tor Books
- Pirate Prince (1987) ISBN: 0-8125-4572-9 Tor Books
- Floater Factor (1988) ISBN: 0-8125-4578-8 Tor Books

### SeriaRosie Lavine
- Cold Iron (1997) ISBN: 0-451-45654-8 Roc
- Sister to the Rain (1998) ISBN: 0-451-45730-7 Roc

### Romane
- Through the Eyes of the Dead (1988) ISBN: 0-8027-5718-9 Walker & Co
- Far Harbor (1989) ISBN: 0-8125-4581-8 Tor Books
- World-Walker (2004) ISBN: 1-59414-215-7 Five Star

### Antologii în care se află povestiri scrise de Melisa Michaels
- The Best Science Fiction of the Year 9 (1980) ISBN: 0-345-28601-4 Del Rey
- Horrors (1986) ISBN: 0-451-45515-0 Roc
- Almanahul Anticipația cu povestirea „Sunt imensă, conțin mulțimi” („I Am Large, I Contain Multitudes”)

### Povestiri
- „In the Country of the Blind, No One Can See” (1979)
- „A Demon in My View” (1981)
- „I Have a Winter Reason” (1981)
- „I Am Large, I Contain Multitudes” (1982)
- „Renascence” (1982) cu  Terry Carr
- „Intermezzo” (1983)
- „Painted Houses” (1999)

### Eseuri
- „Stalking the Wily Label” (1998)
- „Introduction: Author, Author” (1998)

### Coperți
- The Darkover Concordance: A Reader's Guide (1979)
- Bones of the World (2001)
- The Ballad of Billy Badass and the Rose of Turkestan (2001)

## Legături externe
- Melisa Michaels la Internet Speculative Fiction Database